# Johann Payer
Johann Payer (* 11. Jänner 1947 in Neutal) ist ein ehemaliger österreichischer Politiker (SPÖ) und Hauptschuldirektor. Er war von 1990 bis 1991 Abgeordneter zum Burgenländischen Landtag und von 1991 bis 2000 Mitglied des Bundesrates.

## Leben
Payer besuchte nach der Volksschule in Neutal die Hauptschule Stoob und absolvierte danach ab 1961 die Lehrerbildungsanstalt in Eisenstadt, an der er 1966 maturierte. Danach war er ab 1966 als Volksschullehrer tätig, legte die Lehramtsprüfung für Hauptschulen ab und arbeitete danach ab 1968 als Hauptschullehrer in den Fächern Deutsch, Englisch, Geschichte und Werkerziehung. Zudem verbrachte er Auslandsaufenthalte in Großbritannien und Kanada. 1984 wurde Payer Hauptschuldirektor in Oberpullendorf. Ihm wurde der Berufstitel Oberstudienrat verliehen.
Payer begann seine politische Karriere zwischen 1972 und 1987 als Gemeinderat in Neutal. Er war vom 12. Juli 1990 bis zum 18. Juli 1991 Abgeordneter zum Burgenländischen Landtag und wurde im Anschluss am 10. Oktober 1991 Mitglied des Bundesrates. Zudem war er zwischen 1990 und 1996 Landesparteisekretär der SPÖ Burgenland. Zwischen dem 1. Juli 1996 und dem 30. Juni 1996 übernahm er zum ersten Mal das Amt des Präsidenten des Bundesrates, zwischen dem 1. Juli 2000 und dem 27. Dezember 2000 hatte er diese Funktion erneut inne. Zudem fungierte er vom 1. Jänner 2000 bis zum 30. Juni 2000 als Vizepräsident. Payer schied am 27. Dezember 2000 aus dem Bundesrat aus.
Neben seinen politischen Mandaten war Payer in der Lehrervertretung aktiv, wobei er von 1987 bis 1990 Obmann des Dienststellenausschusses für Pflichtschullehrer war. Zudem war er als Mitglied des Zentralausschusses für Pflichtschullehrer sowie von 1980 bis 1990 als Mitglied der Bundessektion Pflichtschullehrer aktiv. Des Weiteren engagierte sich Payer als Mitglied des Landesvorstandes der Gewerkschaft öffentlicher Dienst Burgenland und als Bezirksstellenleiter OST des Österreichischen Roten Kreuzes.

## Auszeichnungen
- 2000: Großes Goldenes Ehrenzeichen mit dem Stern für Verdienste um die Republik Österreich[2]
- Rot-Kreuz-Kristall